# 富山県道102号山崎泊線
富山県道102号山崎泊線（とやまけんどう102ごう やまざきとまりせん）は、富山県下新川郡朝日町内を通る一般県道である。

## 概要
路線名の「山崎」・「泊」は、いずれも旧自治体名（富山県下新川郡山崎村・同郡泊町）に由来する。

### 路線データ
- 起点：富山県下新川郡朝日町山崎字湯の瀬（富山県道45号黒部朝日公園線交点、朝日県立自然公園）
- 終点：富山県下新川郡朝日町沼保字江上（富山県道60号入善朝日線交点）
- 実延長：8,555m

## 歴史
- 1960年（昭和35年）4月23日 - 認定[1]

## 地理

### 通過する自治体
- 富山県
下新川郡朝日町

### 交差する道路
- 朝日町道（起点：朝日町山崎字湯の瀬、小川温泉元湯「ホテルおがわ」付近）
- 富山県道45号黒部朝日公園線（朝日町山崎字湯の瀬（起点） - 朝日町山崎字羽入で重複）
- 富山県道105号山崎草野線（朝日町南保字中村 - 朝日町長野）
- 富山県道103号田中横尾線（朝日町横尾地内で重複）
- 国道8号（横尾交差点）
- 富山県道104号泊停車場線（朝日町泊）
- 富山県道60号入善朝日線（終点：朝日町沼保字江上）

### 沿線
- 北陸自動車道 朝日インターチェンジ
- あいの風とやま鉄道線 泊駅
- 北陸銀行泊支店
- にいかわ信用金庫泊支店
- あさひ総合病院
- 朝日町立朝日中学校
- 朝日町立さみさと小学校
- 朝日町文化体育センター サンリーナ
- 朝日県立自然公園
- 小川温泉元湯
- 朝日小川ダム（小川）
- 朝日岳